# زوران کادیما
زوران کادیما (به لاتین: Tzoran-Kadima) یک منطقهٔ مسکونی در اسرائیل است که در center واقع شده‌است.

## خصوصیات
زوران کادیما ۱۶٬۸۰۰ نفر جمعیت دارد.